# Marc Volsci Fictor
Marc Volsci Fictor (en llatí Marcus Volscius Fictor) va ser tribú de la plebs en data incerta.
L'any 461 aC va acusar Ceso Quint Cincinnat el fill de Luci Quint Cincinnat. Dionís d'Halicarnàs diu que era tribú en aquest any, però sembla clar que ja ho havia estat abans. Segons Titus Livi, Ceso Quint va organitzar una baralla juntament amb altres joves al barri romà de Subura on haurien molestat el seu germà gran, malalt. Segons Volsci, el seu germà hauria mort a causa de les ferides rebudes. Volsci Fictor no s'havia pogut fer escoltar pels cònsols en anys anteriors i quan va poder presentar testimoni Ceso va ser condemnat a mort i executat.
Els patricis en revenja van acusar Fictor de fals testimoni i el 459 aC els qüestors el van portar davant els comicis curiats o els comicis centuriats amb aquesta acusació, però els tribuns de la plebs van imposar el vet i van impedir continuar.
El 458 aC Luci Quint Cincinnat va ser nomenat dictador i va presidir els comicis per jutjar a Fictor. Els tribuns no es van poder oposar i Fictor va ser condemnat i va haver d'anar a l'exili.